# Омеридзе, Надежда Филимоновна
Надежда Филимоновна Омеридзе (1909 — неизвестно, Тбилиси, Грузинская ССР) — бетонщица стройуправления № 6 треста «Главтбилстрой», Тбилиси, Грузинская ССР. Герой Социалистического Труда (1960).

## Биография
Родилась в 1909 году на территории современной Грузии. После окончания начальной школы трудилась на стройках в Грузинской ССР. В послевоенное время — бетонщица стройуправления № 6 треста «Главтбилстрой». Строила различные промышленные и социальные объекты в Тбилиси. За выдающиеся трудовые достижения по итогам работы в 1957 году награждена Орденом «Знак Почёта».
Указом Президиума Верховного Совета СССР от 7 марта 1960 года удостоена звания Героя Социалистического Труда «в ознаменование 50-летия Международного женского дня, за выдающиеся достижения в труде и особо плодотворную общественную деятельность» с вручением ордена Ленина и золотой медали «Серп и Молот» (№ 9404).
После выхода на пенсию проживала в Тбилиси. С 1969 года — персональный пенсионер союзного значения. Дата смерти не установлена.
Награды
- Герой Социалистического Труда
- Орден Ленина
- Орден «Знак Почёта» (03.08.1958)